# Hanková
Hanková (deutsch Hankendorf, ungarisch Annafalva – bis 1907 Hankova) ist eine Gemeinde im Osten der Slowakei mit 78 Einwohnern (Stand 31. Dezember 2024), die zum Okres Rožňava, einem Teil des Košický kraj, gehört und in der traditionellen Landschaft Gemer liegt.

## Geographie

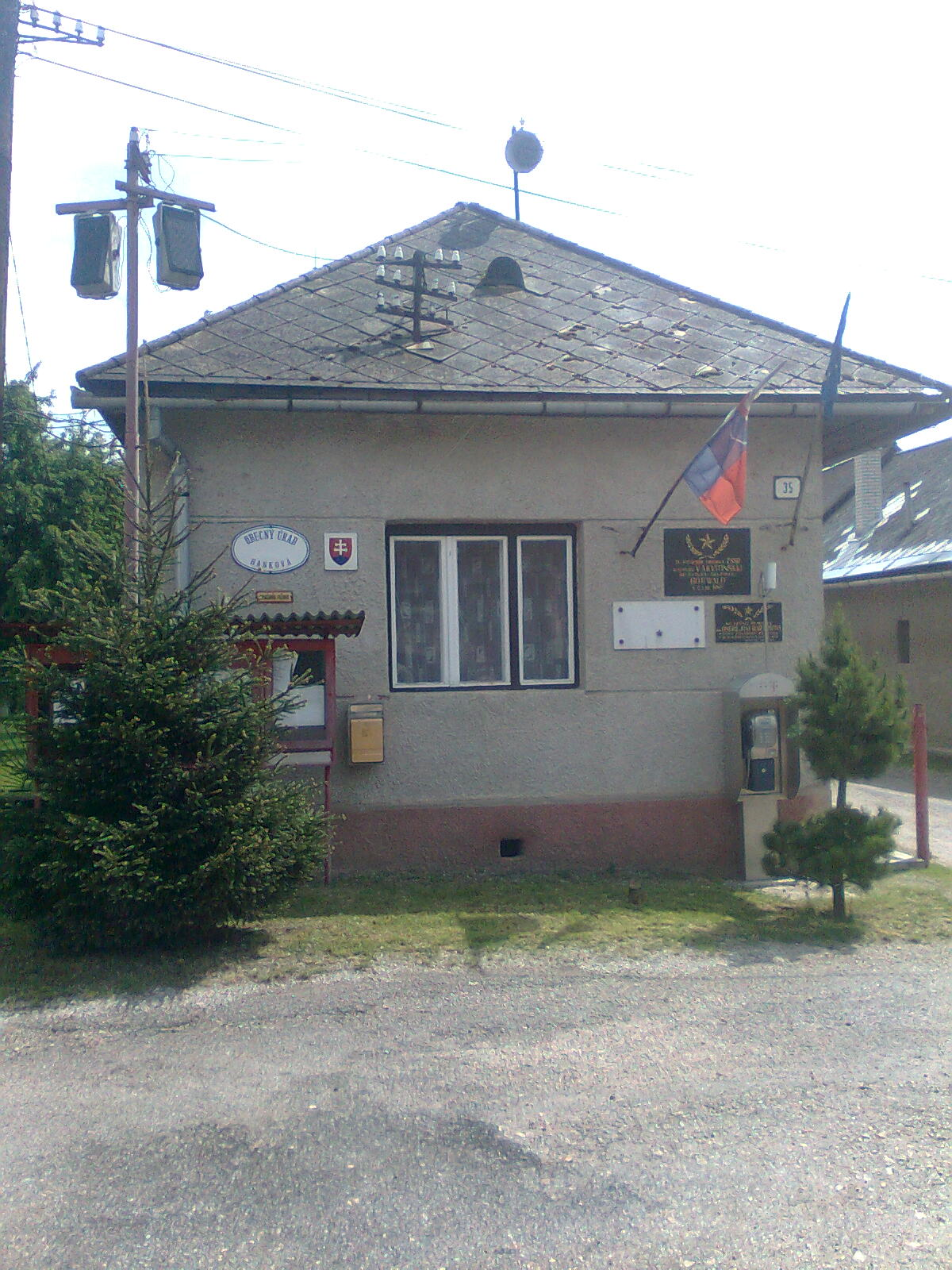
Gemeindeamt von Hanková

Die Gemeinde befindet sich im Bergland Revúcka vrchovina im Slowakischen Erzgebirge, auf einer Terrasse im Tal des Hankovský potok, einem linken Zufluss des Štítnik im Einzugsgebiet der Slaná. Das Ortszentrum liegt auf einer Höhe von 495 m n.m. und ist 24 Kilometer von Rožňava entfernt.
Nachbargemeinden sind Vyšná Slaná im Norden, Brdárka im Osten, Slavoška im Südosten, Markuška im Süden, Slavošovce im Westen und Rejdová im Nordwesten.

## Geschichte

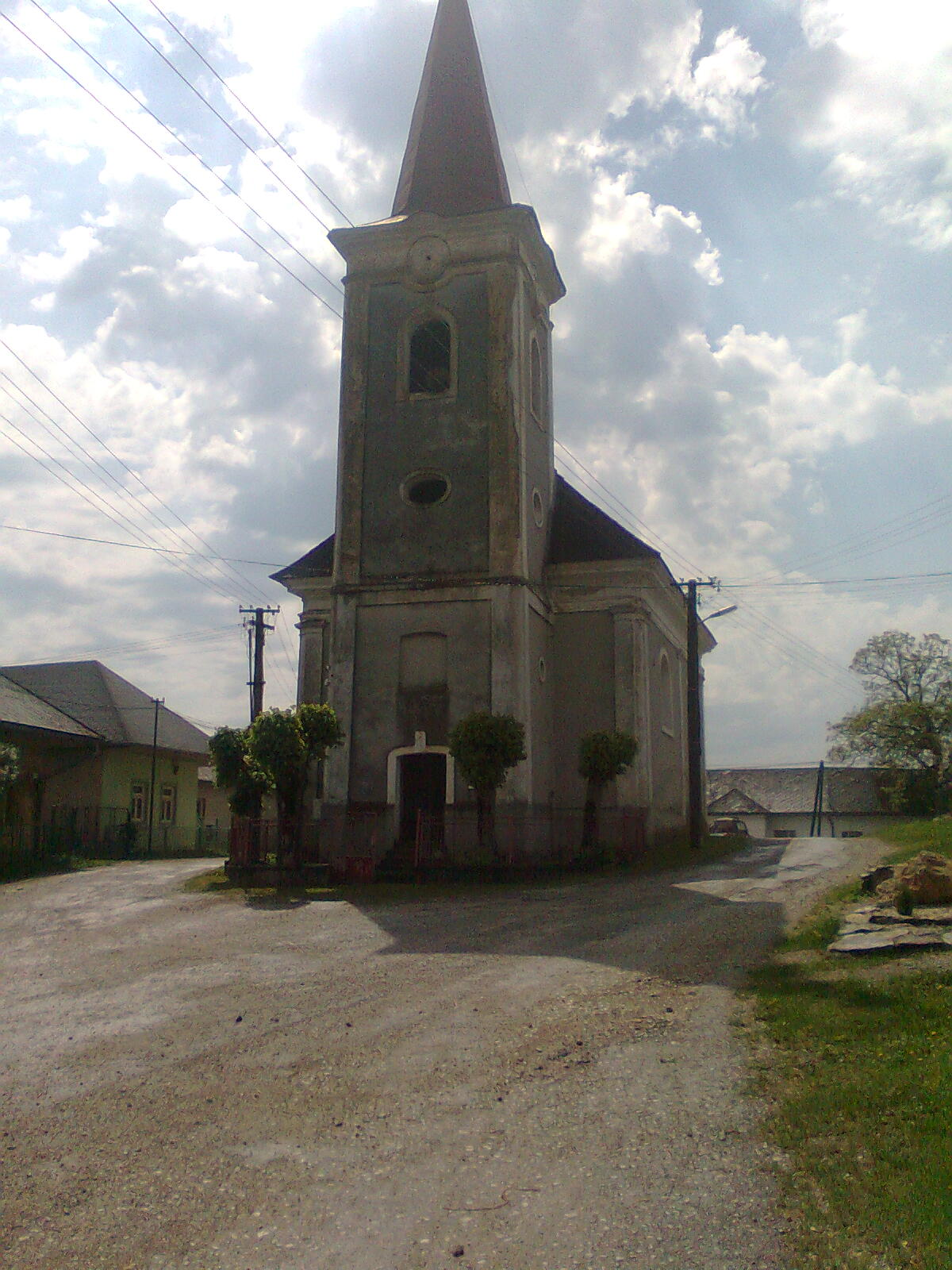
Evangelische Kirche

Hanková entstand im späten 15. Jahrhundert nach walachischem Recht und wurde zum ersten Mal 1556 als Hanckowa schriftlich erwähnt, weitere historische Bezeichnungen sind unter anderen Hankosz (1569) und Hankowa (1773). Das Dorf war zuerst Besitz des Geschlechts Bebek aus Štítnik, ab dem 17. Jahrhundert des Adelsgeschlechts Andrássy. Nach der Aberkennung walachischer Rechte waren die Einwohner als Landwirte, im 19. Jahrhundert als Fuhrmänner, Obstbauern, landwirtschaftliche Saisonarbeiter und Arbeiter in Hammerwerken in Štítnik und Dobšiná beschäftigt. 1828 zählte man 32 Häuser und 299 Einwohner.
Bis 1918/1919 gehörte der im Komitat Gemer und Kleinhont liegende Ort zum Königreich Ungarn und kam danach zur Tschechoslowakei beziehungsweise heute Slowakei. Die Einwohner nahmen am Slowakischen Nationalaufstand teil.

## Bevölkerung
| Jahr                | 1994 | 2004     | 2014     | 2024    |
| ------------------- | ---- | -------- | -------- | ------- |
| Anzahl der Personen | 73   | 55       | 83       | 78      |
| Unterschied         |      | −24,65 % | +50,90 % | −6,02 % |

| Jahr                | 2023 | 2024    |
| ------------------- | ---- | ------- |
| Anzahl der Personen | 79   | 78      |
| Unterschied         |      | −1,26 % |

Nach der Volkszählung 2011 wohnten in Hanková 64 Einwohner, davon 50 Slowaken. 14 Einwohner machten keine Angabe zur Ethnie.
23 Einwohner bekannten sich zur Evangelischen Kirche A. B. und vier Einwohner zur römisch-katholischen Kirche. 23 Einwohner waren konfessionslos und bei 14 Einwohnern wurde die Konfession nicht ermittelt.

## Baudenkmäler
- evangelische Kirche im klassizistischen Stil aus dem Jahr 1811. Der 1726 erbaute Turm war Bestandteil einer älteren Kirche.[6]

## Verkehr
Nach Hanková führt nur die Straße 3. Ordnung 3044 als Abzweig der vorbeiführenden Straße 3. Ordnung 3038 zwischen Roštár (Anschluss an die Straße 2. Ordnung 587) und Brdárka.